# Gropello Cairoli
Gropello Cairoli là một đô thị ở tỉnh Pavia trong vùng Lombardia của Ý, có cự ly khoảng 35 km về phía tây nam của Milan và khoảng 15 km về phía tây của Pavia. Tại thời điểm ngày 31 tháng 12 năm 2004, đô thị này có dân số 4.251 người và diện tích là 26,1 km².
Gropello Cairoli giáp các đô thị sau: Dorno, Garlasco, Villanova d'Ardenghi, Zerbolò, Zinasco.